# Jan-Willem Janssen
Jan-Willem Janssen (Geulle, 19 september 1895 – 15 november 1984) was een Nederlands politicus.
Hij werd geboren als zoon van August Leonard Janssen en Anna Barbara Maas. Hij ging naar de normaalschool in Meerssen en werd later volontair bij de gemeentesecretarie van Ulestraten. Begin 1931 werd hij daar benoemd tot burgemeester welke functie hij vervulde tot zijn pensionering in 1960. Janssen overleed in 1984 op 89-jarige leeftijd.